# Алламов, Хамза
Хамза Алламов (туркм. Hamza Allamow, 19 января 1982) — туркменский футболист, нападающий. Лучший бомбардир чемпионата Туркменистана 2006 года.

## Биография
Родился 19 января 1982 года.
Выступал на позиции нападающего. Большую часть карьеры провёл в составе «Турана» из Дашогуза. Выступал за него с перерывами в 2002—2009 и 2014—2015 годах (в двух последних сезонах команда называлась «Дашогуз»).
В сезоне-2005 забил 20 мячей в чемпионате Туркменистана, заняв второе место в списке бомбардиров и уступив только Бердымураду Шамурадову из МТТУ, на счету которого было 30 голов.
В сезоне-2006 Алламов забил 22 мяча, став его лучшим бомбардиром чемпионата.
Кроме того, в разные годы защищал цвета МТТУ из Ашхабада (2006, на Кубке Содружества) и узбекистанского «Шуртана» из Гузара (2007). Позднее играл за «Лебап» (бронзовый призёр чемпионата Туркменистана 2010 года) и за «Шагадам».
В январе 2006 года в составе МТТУ выступал на проходившем в Москве Кубке чемпионов Содружества. Туркменская команда выиграла у киргизского «Дордой-Динамо» (2:0) и молдавского «Шерифа» (1:0) и проиграла донецкому «Шахтёру» (1:5), заняв третье место в группе. Алламов во всех поединках выходил на замену.
В 2007 году в матче чемпионата Туркменистана между «Тураном» и ашхабадским «Талып спорты» успел забить гол, несмотря на то что провёл большую часть поединка в качестве вратаря. На 4-й минуте Алламов открыл счёт, а на 38-й заменил в воротах своего брата Умида Алламова, удалённого за фол последней надежды. Хамза несколько раз спас ворота, но пропустил два мяча, и «Туран» уступил — 1:2.

## Достижения

### В качестве игрока
Лебап
- Бронзовый призёр чемпионата Туркменистана (1): 2010.

 Туран
- Лучший бомбардир чемпионата Туркменистана (1): 2006.